# Rollo Turstain Brico
Rollo Turstain Brico también Hrolf Thurstan Bigod y Hrolf Turstan av Møre (c. 885-945) fue un caudillo vikingo de Noruega, primogénito del jarl de Møre Hrollaug Rögnvaldarson, que acompañó a su tío Rollon en su conquista de Normandía logrando asentarse en aquellas tierras. La madre de Rollo era una concubina favorita del jarl Hrollaug con quien se había unido en more danico que algunas fuentes identifican como Emina d'Ávranches (c. 862-896).
De su linaje descienden los señores de Bricquebec (Avranches), de Bec-Crispin, de Montfort-sur-Risle y otros que figurarían posteriormente como compañeros de Guillermo el Conquistador.

## Herencia
Se casó con Gerlotte (Gillette) de Blois (885-943), hija del conde Thibaut de Blois et Chartres. Fruto de esa relación, nacieron:
- Anslech de Bricquebec;
- Ansfrid el Danés [Hrolfsson] apodado «le Goz», primer vizconde de Hièmois (también conocido como Exmes). Primer referente de la casa de Avranches (c. 978). Su hijo Ansfrid II le Goz fue el padre de Thorstein le Goz, un ayudante de confianza del duque Roberto I de Normandía a quien acompañó a Tierra Santa;
- Guillermo de Bec [Guillame «le Blanc» Turstain], señor de Bec, que sería el primer referente de la familia Bec-Crespin.